# Schronisko na Starorobociańskiej Równi
Schronisko na Starorobociańskiej Równi – nieistniejące, prywatne schronisko turystyczne znajdujące się w Tatrach Zachodnich na Starorobociańskiej Równi w Dolinie Starorobociańskiej. Zostało wybudowane w 1938 r. przez Stanisława Karpiela zwanego Kulawym, który wykorzystał w tym celu drewniany szałas. Obiekt składał się z dwóch izb – w jednej znajdowała się jadalnia, w drugiej miejsce do spania dla 10 osób. Schronisko pozostało otwarte także po wybuchu II wojny światowej.
W latach 1943–46 wykorzystywał je partyzancki oddział „Ognia” (Józefa Kurasia). 7 grudnia 1946 r. został on otoczony przez połączone oddziały UB i KBW. Zginęło podczas walki kilkunastu ludzi, część partyzantów „Ognia” rozproszyła się, zaś budynek spłonął.
Powyżej ścieżki biegnącej doliną widoczne są dziś jeszcze pozostałości po drewnianym budynku.